# Sarāvand
Sarāvand (persiska: سراوند) är en ort i Iran.   Den ligger i provinsen Lorestan, i den centrala delen av landet, 300 km sydväst om huvudstaden Teheran. Sarāvand ligger 2 037 meter över havet och antalet invånare är 295.
Terrängen runt Sarāvand är bergig åt sydost, men åt nordväst är den kuperad. Runt Sarāvand är det ganska glesbefolkat, med 29 invånare per kvadratkilometer. Närmaste större samhälle är Dorūd, 17,1 km nordväst om Sarāvand. Trakten runt Sarāvand består i huvudsak av gräsmarker.